# Anii 30 î.Hr.
Secole: Secolul al II-lea î.Hr. - Secolul I î.Hr. - Secolul I
Decenii: Anii 80 î.Hr. Anii 70 î.Hr. Anii 60 î.Hr. Anii 50 î.Hr. Anii 40 î.Hr. - Anii 30 î.Hr. - Anii 20 î.Hr. Anii 10 î.Hr. Anii 0 î.Hr. Anii 0 Anii 10
Anii: 40 î.Hr. | 39 î.Hr. | 38 î.Hr. | 37 î.Hr. | 36 î.Hr. | 35 î.Hr. | 34 î.Hr. | 33 î.Hr. | 32 î.Hr. | 31 î.Hr. | 30 î.Hr.
Evenimente